# Sissu
Sissu ou Khwaling, est une petite ville de la  vallée de Lahaul dans l'État d'Himachal Pradesh en Inde. 
Elle est située à environ 40 km de Manali, sur la rive droite de la rivière Chenab et à une altitude de 3 120 m. Elle se trouve à 14 km au sud-est de Koksar (en) et à 11 km à l'ouest de Gondhla.